# Epicratinus perfidus
Epicratinus perfidus is een spinnensoort in de taxonomische indeling van de mierenjagers (Zodariidae). De wetenschappelijke naam van de soort werd voor het eerst geldig gepubliceerd in 2002 door Rudy Jocqué en Léon Baert.